# Carabodes rugosior
Carabodes rugosior är en kvalsterart som beskrevs av Berlese 1916. Carabodes rugosior ingår i släktet Carabodes och familjen Carabodidae. Inga underarter finns listade.